# Работа без авторства
«Работа без авторства» (нем. Werk ohne Autor, в американском прокате — «Никогда не отводи взгляд» (англ. Never Look Away)) — кинофильм режиссёра Флориана Хенкеля фон Доннерсмарка, вышедший на экраны в 2018 году. Две номинации на премию «Оскар» (лучший фильм на иностранном языке и лучшая работа оператора). 
Лента во многом основана на биографии Герхарда Рихтера. В картине присутствуют эротические сцены, поэтому она демонстрируется в категории 18+.

## Сюжет
Фильм начинается с сцены посещения передвижной выставки, названной нацистами «Выставка дегенеративного искусства» в Дрездене, куда маленький Курт Барнерт пришёл со своей тётей Элизабет Май в 1937 году. 
Фильм повествует о жизни художника Курта Барнерта, детство которого прошло при нацистском режиме, а юность — при коммунистическом. Большое впечатление на него в детстве оказала судьба тёти Элизабет, которая в 1937 году попала в психиатрическую лечебницу с диагнозом «шизофрения», а впоследствии подверглась стерилизации и была умерщвлена в газовой камере. Не уберегло тетю ни то, что ей за красоту было дозволено вручить цветы самому фюреру, ни то что ее отец состоял членом НСДАП, ни то, что ее братья были заслуженные офицеры нацистской Германии. Подвело тетю то, что на приеме у психиатра, члена НСДАП, а потом на приеме у гинеколога, члена НСДАП, она проявила исключительную проницательность в понимании образного и прямоту. Бросив взгляд на фото в кабинете у одного и детский рисунок в кабинете у другого, она узнала о них то, о чем сами они знать не желали. 
Уже после войны Курт поступает в художественную академию, где знакомится с красивой студенткой Элизабет, сразу позволившей ему называть себя Элли, влюбляется в неё, снимает комнату в доме родителей девушки. Он не знает, что Элли — дочь профессора Зебанда, активного участника нацистской программы Т-4 — программы стерилизации и последующего уничтожения немецких граждан, вредных или бесполезных с точки зрения уполномоченных врачей, назначаемых руководством НСДАП. В ГДР Курт рисует картины и фрески в духе социалистического реализма. Узнав о беременности дочери и не желая её брака с Куртом, которого он не считает достаточно генетически полноценным зятем для себя, отец Элли, врач-гинеколог, под надуманным медицинским предлогом в домашних условиях делает ей аборт.
Желая жить и творить свободно, в 1961 году вместе с Элли Курт переезжает в Западную Германию, однако здесь сталкивается с необходимостью искать свой особый путь в искусстве. Найти этот путь  скупыми и простыми советами ему помогает чудаковатый профессор художественной академии, побывавший, как оказалось,  в плену на Восточном фронте и спасенный от смертельной раны головы тамошними неарийской наружности простыми людьми. Курт становится признанным художником. В своих фотореалистических работах он стремится честно выразить лично им выстраданную истину гуманизма, но на пресс-конференции отрицает какую бы то ни было связь с собственной автобиографией. Это дает повод критикам из масс-медиа назвать его картины «работой без авторства». Курт обретает счастье и в семейной жизни: после всех испытаний и угрозы бесплодия у них с Элли рождается ребёнок. На его первой персональной выставке присутствует и Элли с его маленьким сыном, родным внуком Карла Зебанда и внучатым племянником Элизабет Май.

## В ролях
- Том Шиллинг — Курт Барнерт
- Себастьян Кох — профессор Карл Зебанд
- Паула Бер — Элли Зебанд
- Саския Розендаль[англ.] — Элизабет Май
- Оливер Мазуччи — профессор Антониус ван Фертен
- Ханно Коффлер — Гюнтер Пройснер
- Кай Корс — Курт Барнерт в 6-летнем возрасте
- Евгений Сидихин — майор НКВД, затем генерал-майор КГБ Муравьёв
- Ульрика Чарре — фрау Хельталер
- Йорг Шюттауф — Йохан Барнерт
- Жанетта Хайн — Вальтраут Барнерт
- Ина Вайссе — Марта Зебанд
- Ларс Айдингер — Хайнер Керстенс
- Юта Ванага — жена Муравьёва
- Марк Зак — переводчик Муравьёва
- Олег Тихомиров — советский надзиратель Сергей
- Игорь Поссевнин — русский военврач
- Константин Фролов  — сержант Борисов
- Антон Рубцов — ефрейтор Миша

## Награды и номинации
- 2018 — участие в основной конкурсной программе Венецианского кинофестиваля, где лента получила два приза — Arca CinemaGiovani и Leoncino d'Oro Agiscuola.
- 2019 — две номинации на премию «Оскар» за лучший фильм на иностранном языке и за лучшую операторскую работу (Калеб Дешанель).
- 2019 — номинация на премию «Золотой глобус» за лучший фильм на иностранном языке.
- 2019 — участие в основной конкурсной программе кинофестиваля Camerimage и Сиднейского кинофестиваля.
- 2019 — номинация на премию Deutscher Filmpreis за лучшую мужскую роль второго плана (Оливер Мазуччи).